# T-28中戦車
T-28は、ソビエト連邦の中戦車である。
1933年に制式化されたこの戦車はソ連初の多砲塔戦車である。多砲塔戦車としては世界最多の503輌が生産された。

## 開発
開発背景については、T-35重戦車を参照されたい。
T-28はA6中戦車とMK.II中戦車を参考にしながらT-35と併行して開発された。1932年には試作車（主砲には暫定的に45mm戦車砲を搭載）が完成し、1933年2月には10輌（12輌という説もある）を完成、メーデーパレードで一般公開され、同年8月11日にT-28中戦車として制式化された。
サスペンション系は参考にした戦車をコピーしていたため大量の小さな転輪を垂直スプリングで支えるという珍しい方式が採られた。砲安定装置の装備、砲塔の旋回は電動による動力旋回とするなど、最新技術が盛り込まれていた戦車でもあった。また、T-35と多くの部品が共通化されており、主砲塔、銃塔は同じ物を搭載していた。
箱型の車体は長さが7.44メートルある長大なものだったが、エンジンと変速機を縦置きしているため半分以上が機関系で占められている。砲塔は1933年型では76.2mm砲を搭載した主砲塔の前部に機銃を搭載した銃塔を2つ、計3つを配置していた。

## バリエーション
T-28にはT-35と違い発展性にはいくらか余裕があり、いくつかの改良型、派生型がある。
T-28（1933年型）
初期生産型 前面装甲 最厚部30mm
T-28B（1938年型）
若干砲身長を増加させ（16.5口径KT-28から26口径L-10へ換装）、操縦席にバイザーが付いた。
T-28E（1939年型）
これまでの戦訓を元に装甲が強化され、前面装甲60mmに達したが、重量が32tにまで増加し、機動性の悪化と運用寿命の減少を招いた。
T-28（1940年型）
傾斜装甲を取り入れた円錐砲塔へ変更したタイプで、T-28中戦車の最終型。対空用にP-40機関銃リングを標準装備していた。
また、改修で増加装甲や上記の対空機関銃を装備した初期～中期型T-28もあり、多砲塔戦車でありながら、T-28は大戦初期において強力な戦車になっていた。

## 派生型
T-29中戦車
BT戦車のようにクリスティー式サスペンションを搭載し、履帯をはずして接地転輪で走行が可能になったタイプ。生産数不明。
IT-28
T-28を改修して作られた架橋戦車。ごく少数が生産された。

## 年別の生産量
- 1933年 41輌
- 1934年 50輌
- 1935年 32輌
- 1936年 101輌
- 1937年 39輌
- 1938年 96輌
- 1939年 131輌

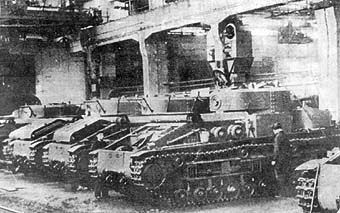
生産中のT-28。ループアンテナを装備した車輌も見られる

- 1940年 13輌（円錐砲塔型と思われる）

## 運用と実戦
部隊配備されたT-28であったが、T-35ほど酷くはないがエンジンやサスペンション系に問題を抱えており、設計者たちの努力によって多少改善されたが、これらの問題は依然最後まで残ってしまっていた。
これらは、T-28の持つ複雑な構造、機構を整備する事における赤軍の経験の欠如や整備に技術を要する部分が多かった事が原因となっていた。

### 実戦

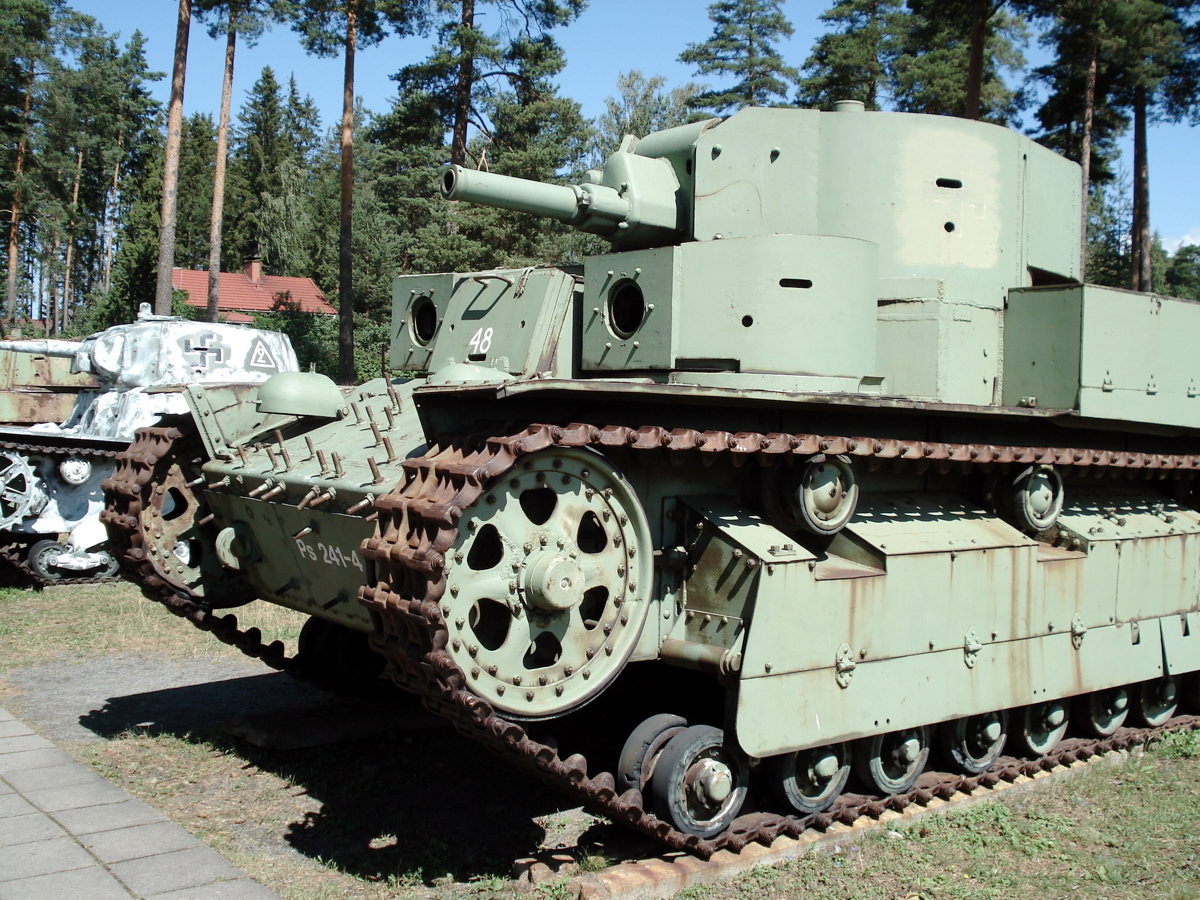
T-28E型。車体前面に増加装甲を取り付けるためのボルト多数が設けられているのがわかる。
フィンランド軍に鹵獲、使用された車両

T-28はソ連軍によるポーランド侵攻で初めて投入されたが、本格的な実戦となった冬戦争では、森林や、深い雪の中での行軍が多く、加えてこの頃のT-28は最大装甲が30mmで防御面で不安があり、フィンランド軍の対戦車砲や火炎瓶によって待ち伏せ攻撃を受け、多くの損失を受けた。このため、T-28は上記のような改良、改修を受けていくことになる。
1941年6月22日に独ソ戦が始まった時には、T-28およびT-35は独立戦車大隊および独立重戦車旅団に配備されており、戦闘を繰り返し、勢いに乗るドイツ軍や初期のソ連軍の拙劣な戦車運用も加わって、多くが撃破されているが、1941年7月中旬のベルジチェフ村近くのセミョノフカではT-28の1個小隊がドイツ軍との戦闘で、戦車3輌を撃破、対戦車砲2門を破壊するなど、強化、改良の甲斐あって局地的な戦いではドイツ軍に対して勝利を収めている。
生き残ったT-28はモスクワ防衛戦に参加し、その後1943年初頭までドイツ軍への反攻作戦に使用された。

### フィンランド軍による運用

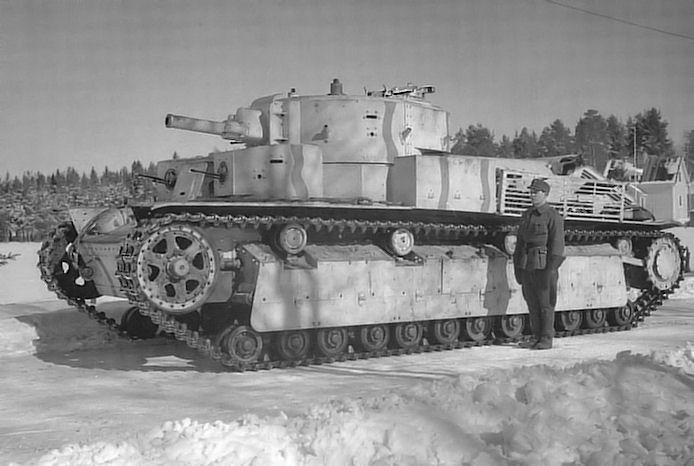
フィンランド陸軍で運用された車両

冬戦争時にフィンランド陸軍は5輌のT-28を鹵獲、自軍の戦車部隊に配備し、戦後の1951年まで長期間運用していた。
この間継続戦争においては既に旧式となりながら、圧倒的な性能差を持つT-34-85を撃破するなど、戦争後半においてもフィンランド軍の貴重な戦車戦力として使用され続けた。

## 登場作品

### ゲーム
『War Thunder』
ソ連ランクⅡにT-28とT-28E、T-28（1938)の3種がプレイアブル車両として登場する。
『World of Tanks』
ソ連中戦車T-28として開発可能。試作車相当がソ連中戦車T-28E with F-30として販売。派生型のソ連中戦車T-29が配布された。
『トータル・タンク・シミュレーター』
ソビエト連邦の改軽戦車T-28として登場。
『Heroes&Generals』
ソ連軍の初期中戦車として登場。操縦者と砲手を兼ねる戦車兵1人と支援射撃手3人の計4人乗り。
『Call of War』
T-28中戦車として登場。ゲーム内のコミンテルン陣営の最初の中戦車である。

### 漫画
『ガールズ&パンツァー プラウダ戦記』
プラウダ高校が保有し練習の射撃目標にされていた。